# Bivibranchia fowleri
Bivibranchia fowleri es una especie de peces de la familia Hemiodontidae en el orden de los Characiformes.

## Morfología
Los machos pueden llegar alcanzar los 14,4 cm de longitud total.

## Reproducción
Es ovíparo.

## Hábitat
Es un pez de agua dulce y de  clima tropical (22 °C-28 °C).

## Distribución geográfica
Se encuentran en Sudamérica:  cuencas de los ríos  Negro,  Tocantins,  Xingu,  Tapajós,  Madeira,  Esequibo y Orinoco.